# نشان ملی جمهوری آذربایجان
نشان ملی جمهوری آذربایجان توسط شرواشیدزه شاهزاده گرجی تبار آبخازیا در ۱۴ نوامبر ۱۹۱۹ طراحی شده اما پس از سقوط جمهوری دموکراتیک آذربایجان این نشان کنار گذاشته شد تا اینکه پس از کسب استقلال مجدد این کشور از شوروی این نماد در تاریخ ۱۷ نوامبر ۱۹۹۰ برای بار دوم به‌عنوان نشان ملی این کشور انتخاب شد. در میان این نشان نام الله به صورت یک شعله جاویدان کشیده شده که این شعله در میان ستاره هشت پری وجود دارد که نمایانگر هشت گروه اصلی نژاد ترک است همچنین هشت نقطه زرد بین هر پره وجود دارد که این هم به همین موضوع اشاره دارد. همچنین رنگ‌های بکار رفته در نشان، از پرچم ملی این کشور اقتباس شده که رنگ سبز نشانگر روشنایی و مادر طبیعت و مدنیت اسلامی بودن این کشور، رنگ قرمز نمایانگر پیشرفته و دموکراتیک بودن این کشور و رنگ آبی که هشت نقطه زرد در آن قرار گرفته نمایانگر تُرک بودن این کشور است. در پایین این نماد هم یک خوشه گندم که نماد کشاورزی و محصول اصلی کشاورزی این کشور و یک شاخه بلوط که نمایانگر قدرت و پایداری این جمهوری است، قرار دارد. شاخه بلوط نیز نشانه مقاومت و محکم بودن مردم تُرک آذربایجان می‌باشد.

## نگارخانه

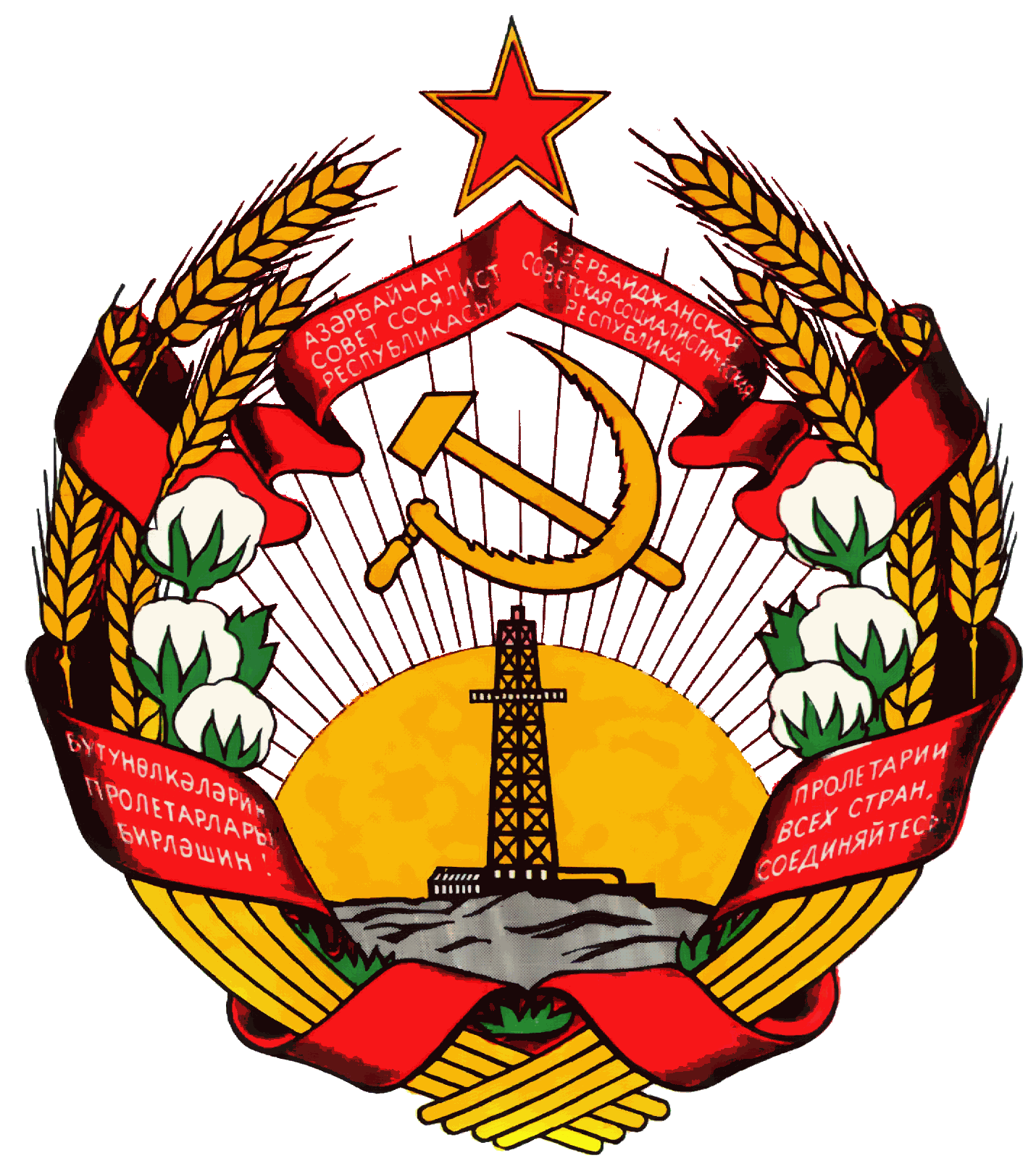
نشان رسمی جمهوری سوسیالیستی آذربایجان شوروی